# Viola renifolia
Viola renifolia A.Gray – gatunek roślin z rodziny fiołkowatych (Violaceae). Występuje naturalnie w niemal całej Kanadzie oraz Stanach Zjednoczonych (na Alasce, w Kolorado, Connecticut, Idaho, Iowa, Maine, Massachusetts, Michigan, Minnesocie, Montanie, New Hampshire, stanie Nowy Jork, Pensylwanii, Dakocie Południowej, Vermoncie, stanie Waszyngton, Wisconsin i Wyoming). W całym swym zasięgu jest gatunkiem najmniejszej troski, ale regionalnie – w Connecticut, Iowa, Massachusetts, Pensylwanii i Wyoming – jest krytycznie zagrożony. 

## Morfologia
PokrójBylina dorastająca do 5–30 cm wysokości. Jest bezłodygowa, tworzy grube i mięsiste kłącza.
LiścieBlaszka liściowa ma kształt od nerkowatego lub jajowatego do szeroko jajowatego lub okrągławego. Mierzy 1,5–3,5 cm długości oraz 2–5 cm szerokości, jest piłkowana i karbowana na brzegu (brzegi są czasami orzęsione), ma nasadę od sercowatego do szeroko sercowatej i ostry, tępy lub zaokrąglony (rzadko spiczasty) wierzchołek. Powierzchnia jest prążkowana, zazwyczaj pokryta delikatnymi włoskami wzdłuż lub w poprzek nerwów, czasami jest naga. Ogonek liściowy jest prążkowany, pokryty delikatnymi włoskami lub czasami nagi, ma 3–10 cm długości. Przylistki są równowąsko lancetowatych, całobrzegie lub sporadycznie pierzaste, z ostrym wierzchołkiem.
KwiatyPojedyncze, osadzone na szypułkach (o długości 3–8 cm) wyrastających z kątów pędów. Mają działki kielicha o kształcie od lancetowatego do jajowatego. Płatki mają białą barwę na obu powierzchniach, trzy płatki dolne z fioletowymi żyłkami, nagie lub delikatnie brodate, najniższy płatek osiąga 8-10 mm długości, posiada białą, garbatą ostrogę o długości 2-3 mm.
OwoceNagie torebki mierzące 5-8 mm długości, kształcie od jajowatego do elipsoidalnego. Nasiona są pokryte cętkami o barwie od beżowej do brązowej, dorastają do 1,5-2,2 mm długości.
Gatunki podobneNiekwitnące okazy V. renifolia i fiołka torfowego (V. epipsila) wyglądają bardzo podobnie. Spodnie powierzchnie liści V. renifolia mają zwykle kilka krótkich, prostych włosków na głównych żyłach, podczas gdy liście fiołka torfowego są zwykle nagie. Ponadto V. renifolia może wyglądać podobnie do V. macloskeyi.

## Biologia i ekologia
Rośnie w wilgotne, często zacienionych lasach łęgowych, bagiennych lub wyżynnych, w zaroślach krzewów, na brzegach cieków wodnych lub torfowiskach. Występuje na wysokości od 200 do 3000 m n.p.m. Kwitnie od kwietnia do czerwca.